# NGC 1761
NGC 1761 је расејано звездано јато у сазвежђу Златна риба које се налази на NGC листи објеката дубоког неба.
Деклинација објекта је - 66° 28' 45" а ректасцензија 4h 56m 42,0s. Привидна величина (магнитуда) објекта NGC 1761 износи 9,9. NGC 1761 је још познат и под ознакама ESO 85-SC18.